# Mago opiparis
Mago opiparis är en spindelart som beskrevs av Simon 1900. Mago opiparis ingår i släktet Mago och familjen hoppspindlar. Inga underarter finns listade i Catalogue of Life.